# 모토하코네촌
모토하코네촌(일본어: 元箱根村)은 일본 가나가와현의 서부 아시가라시모군에 속했던 촌이다. 현재의 하코네정에 해당한다.

## 역사
- 1889년 4월 1일 - 정촌제 시행에 의해 아시가라시모군 모토하코네촌이 성립하였다.
- 1954년 1월 1일 - 아시노유촌과 합병해 새로운 하코네정이 되었다.

## 교통

### 도로
- 1급 국도 1호 - 현재의 국도 제1호선
- 현도 센고쿠하라 모토하코네선 - 현재의 가나가와 현도 75호 유가와라하코네 센고쿠하라선
- 구 도카이도 - 현재의 가나가와현도 732호 유모토모토하코네선

## 참고 문헌
- 角川日本地名大辞典編纂委員会,『角川日本地名大辞典 神奈川県』1984, 角川書店